# Cmentarz wojenny nr 372 – Myślenice
Cmentarz wojenny nr 372 w Myślenicach – zabytkowy cmentarz z I wojny światowej.
Zaprojektowany przez nieznanego architekta jako wojskowa kwatera na cmentarzu żydowskim. Pochowano na nim 2 żołnierzy austro-węgierskich w 2 grobach pojedynczych. Cmentarz uległ likwidacji w latach 1940–1945. Z zachowanych fragmentów macew został stworzony pomnik.